# TechniGO!
TechniGo! is een Aalsterse scholengemeenschap bestaande uit 2 campussen: TechniGO! Campus De Ledebaan, TechniGO! Campus De Voorstad. De school behoort tot GO! scholengroep Dender. De school heeft ook een CLW. Daarnaast is er ook een CVO pro (volwassenenonderwijs).

## Campus De Ledebaan
De school heeft een bakkerij, slagerij en een restaurant alsook didactisch restaurant Terlinden.
De richtingen die gegeven worden op campus De Ledebaan zijn o.a: Afdeling publiciteit (grafisch ontwerp, illustratie), verzorging, bakkerij, slagerij, hotel, kantoor, haarzorg en bio- esthetiek schoonheidsverzorging.

## Campus De Voorstad
De school concentreert zich op technische richtingen en richtingen in de arbeidsmarktfinaliteit. Naast de gekende voltijdse opleidingen is het ook mogelijk om duale opleidingen te volgen (school+werkplekleren). De school heeft een sportcentrum genaamd Sportcentrum De Voorstad. Sinds september 2018 valt het beheer van het sportcentrum volledig in het beheer van Aalst Sport. De Voorstad is een verwijzing naar De Voorstad Groeit, een roman door Louis Paul Boon.
De richtingen die gegeven worden zijn onder andere: ICT & Engineering, elektromechanica, elektrische installaties, basismechanica auto, basismechanica carrosserie, sociale en technische wetenschappen.
Aan de werking van de school is ook een OV4-tak verbonden.

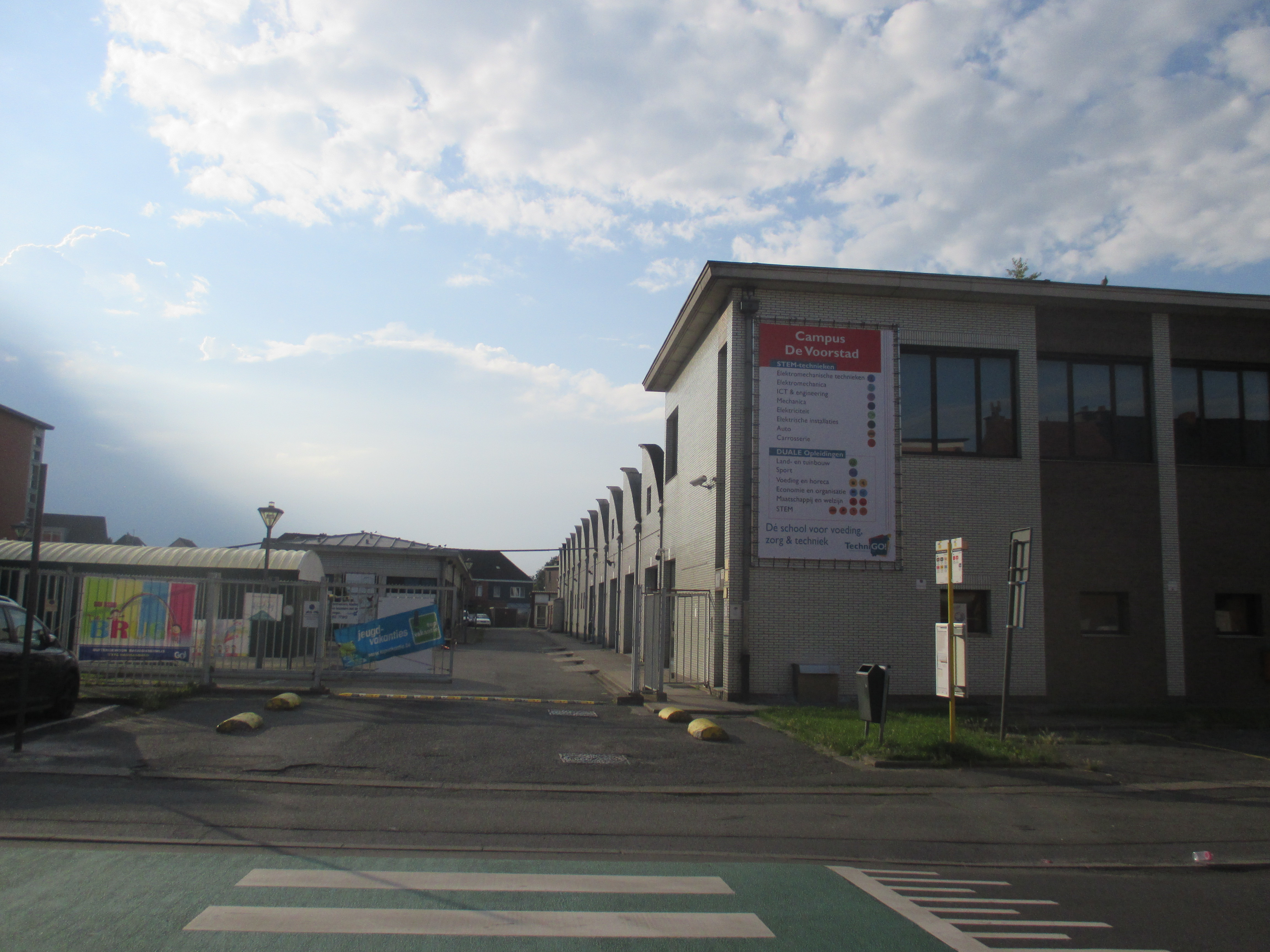
Campus De Voorstad in 2021.

## Geschiedenis
De school heette vroeger: HRITO (De Voorstad) en Rito (Campus Ledebaan). Campus Ledebaan heette KTA2, campus De Voorstad heette KTA1
In 1982 kreeg HRITO een nieuw gebouw; deze functionerende voor de directie/administratie.

### De Voorstad
De geschiedenis van TechniGO! De Voorstad begint in 1955 toen Burgemeester Debunne, schepenen D'Haeseleer en De Stobbeleir trokken naar Brussel om een Rijkstechnische school op te richten. Officieel deed de school zijn deuren open op 15 september 1955 met de naam RTS. De school ging toen van start in de stedelijke jongensschool in de Nieuwbeekstraat. In de komende jaren vond de school bijkomende ruimte op het Keizersplein, de Arbeidstraat, de Stationsstraat en de Regelbruggestraat. Het is pas vanaf 1963 dat de school zich vestigde in de Welvaartstraat. In de jaren tachtig kwam er een A en B blok bij waaronder ook een kindercrèche; en 'Centrum Leren en Werken' hun plaats hebben. In de nabije straat, de Cesar Haeltermanstraat bouwde de school een sporthal. Uiteindelijk veranderde men de naam van RTS naar HRITO (Hoger rijksinstituut voor Technisch Onderwijs) daarna KTA 1 en nu TechniGO! De Voorstad.

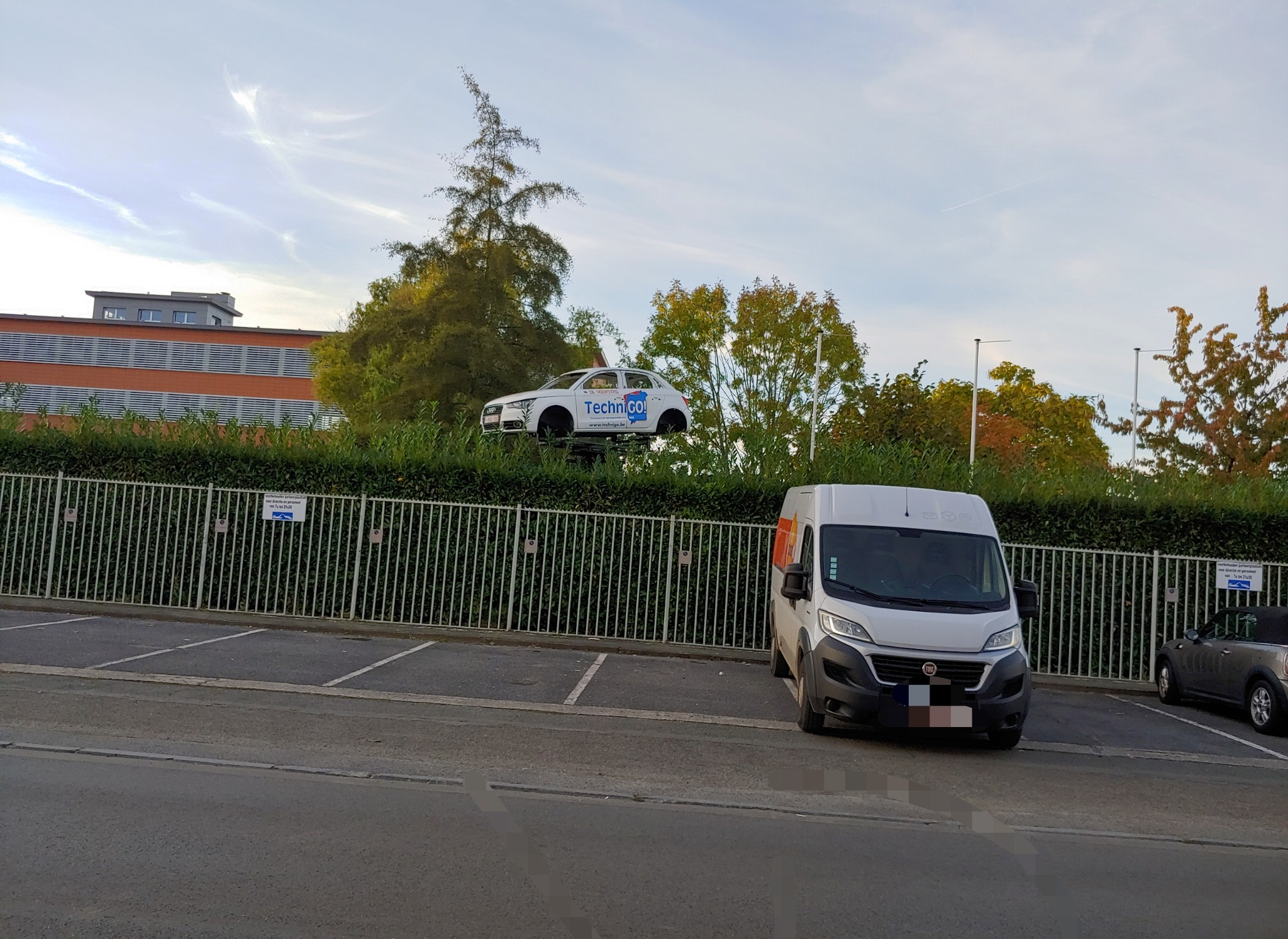
Campus De Voorstad.

### De Ledebaan
Campus De Ledebaan kwam er pas in de jaren 70 in dezelfde periode toen men het viaduct over de Dender en de spoorweg had aangelegd. De school evolueerde naar een Technische en beroepsschool waarin afdeling bakkerij, slagerij en hotel voornamelijk de aandacht trokken.

### De Brug
Sinds 2017 gebruikt Basisschool BSBO De Brug De Voorstad als tijdelijke verblijfplaats voor hun leerlingen terwijl ze de scholen aan het renoveren zijn.

### Didactische winkel
In 2020 opende CLW TechniGO! de didactische winkel TechniToys. Deze winkel functioneert als een leermiddel voor leerlingen uit beroepsopleidingen winkelbediende en administratief medewerker. De winkel verkoopt voornamelijk tweedehands kleding, voorwerpen en meubilair. Dit met het idee om zo armoede te bestrijden.

### Didactisch restaurant Terlinden

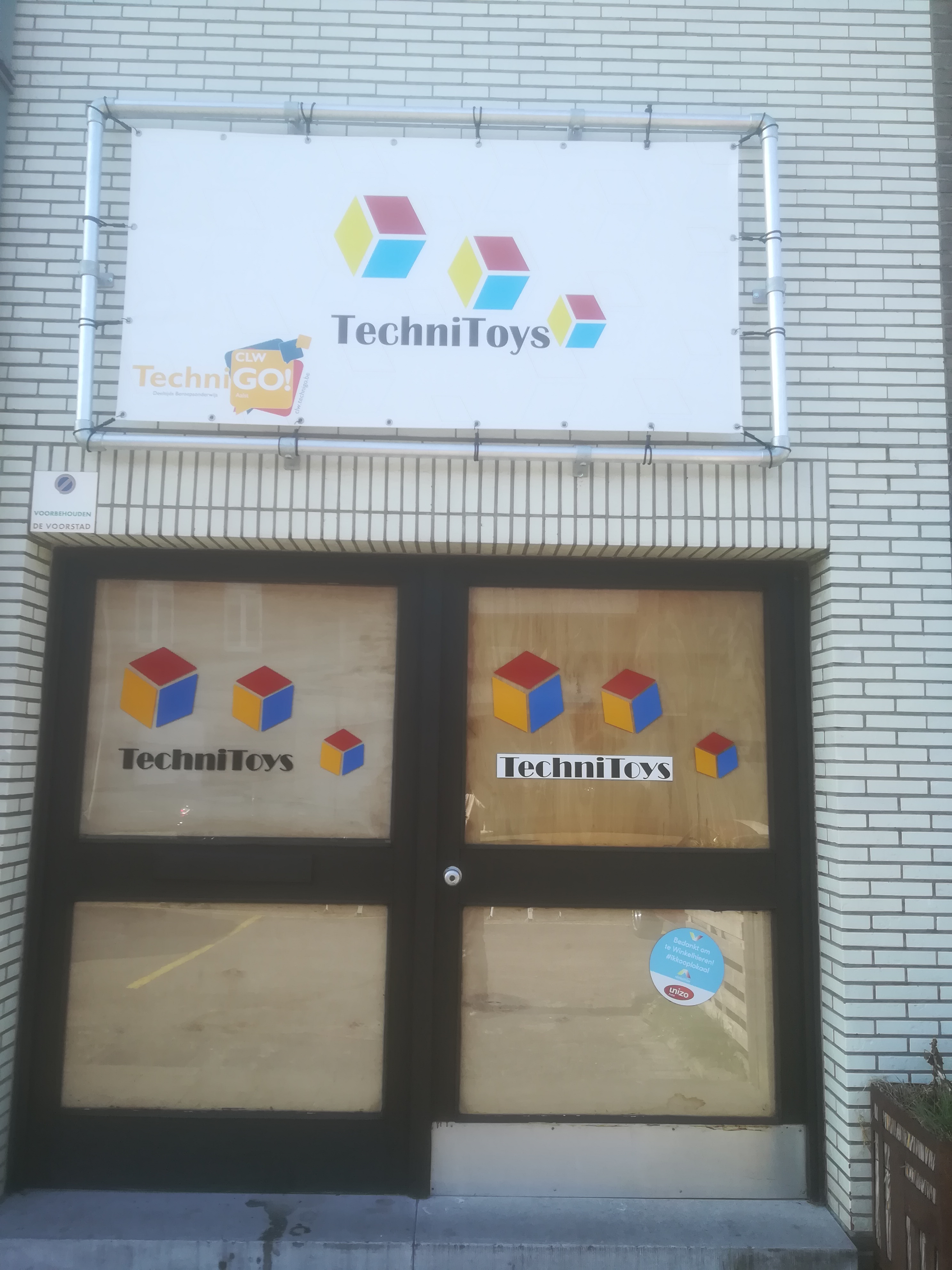
TechniToys.

Het didactisch restaurant is in bezit van CVOPRO en wordt voor zowel volwassenonderwijs alsook leerlingen van TechniGO! gebruikt.

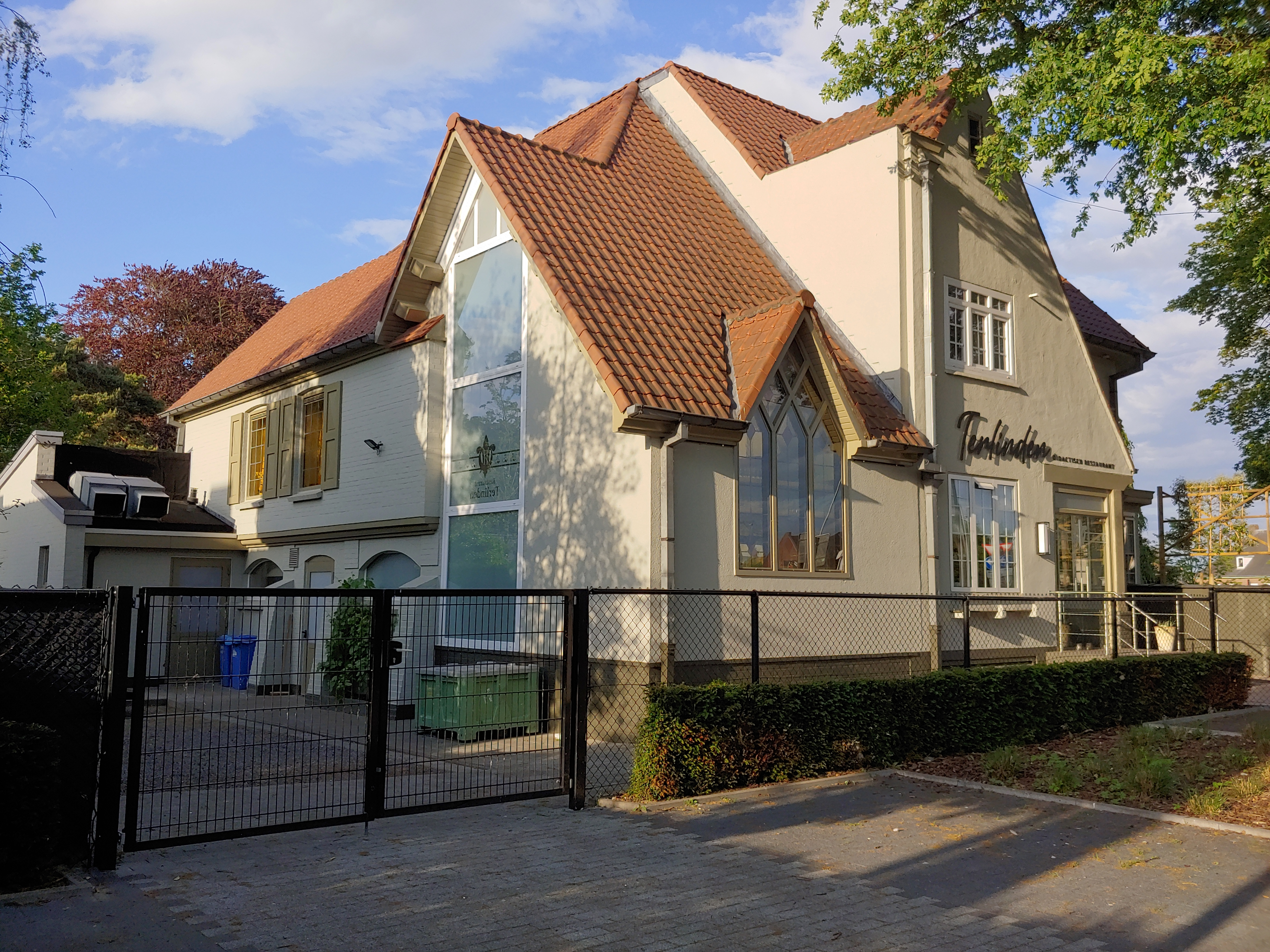
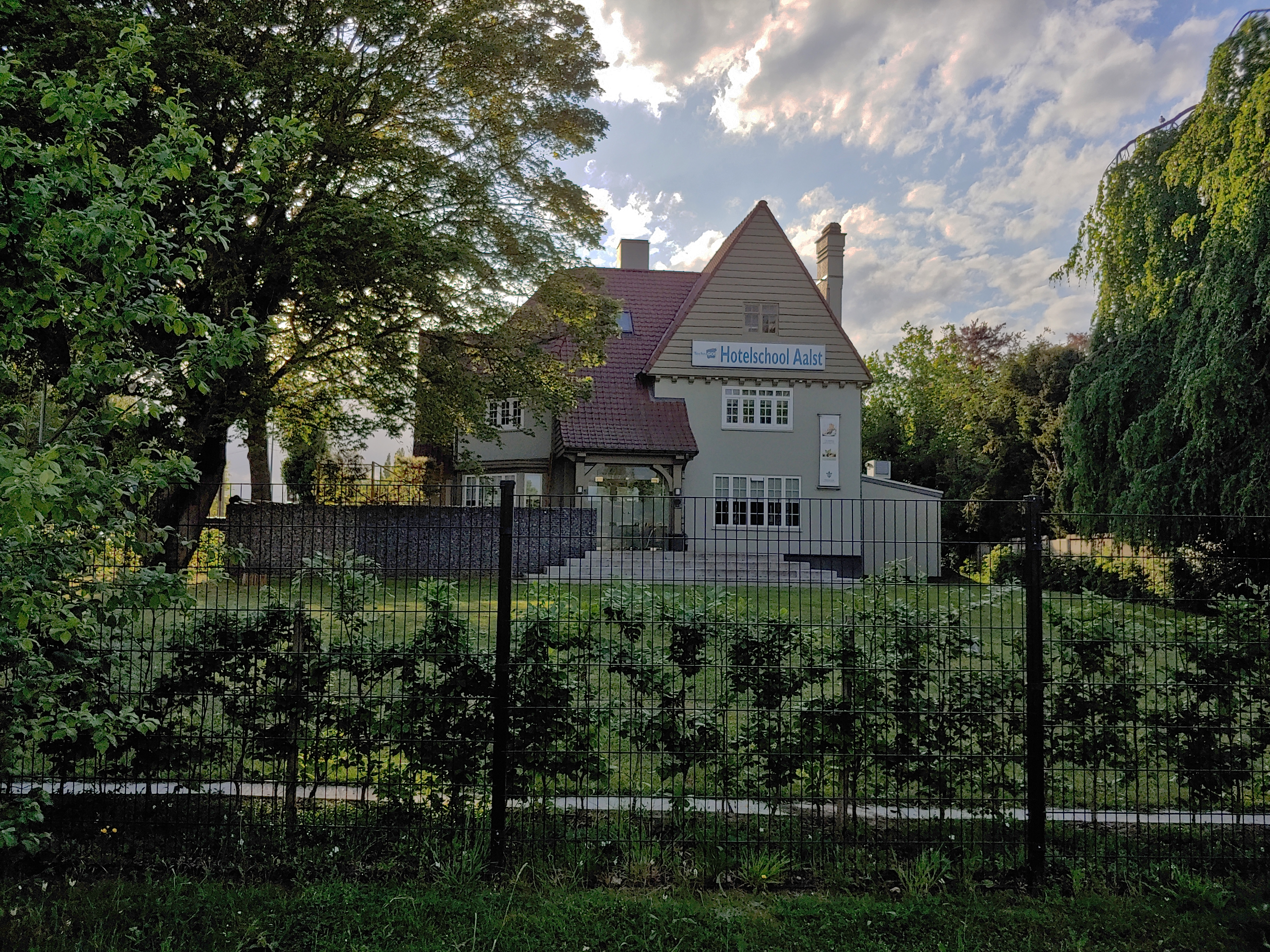
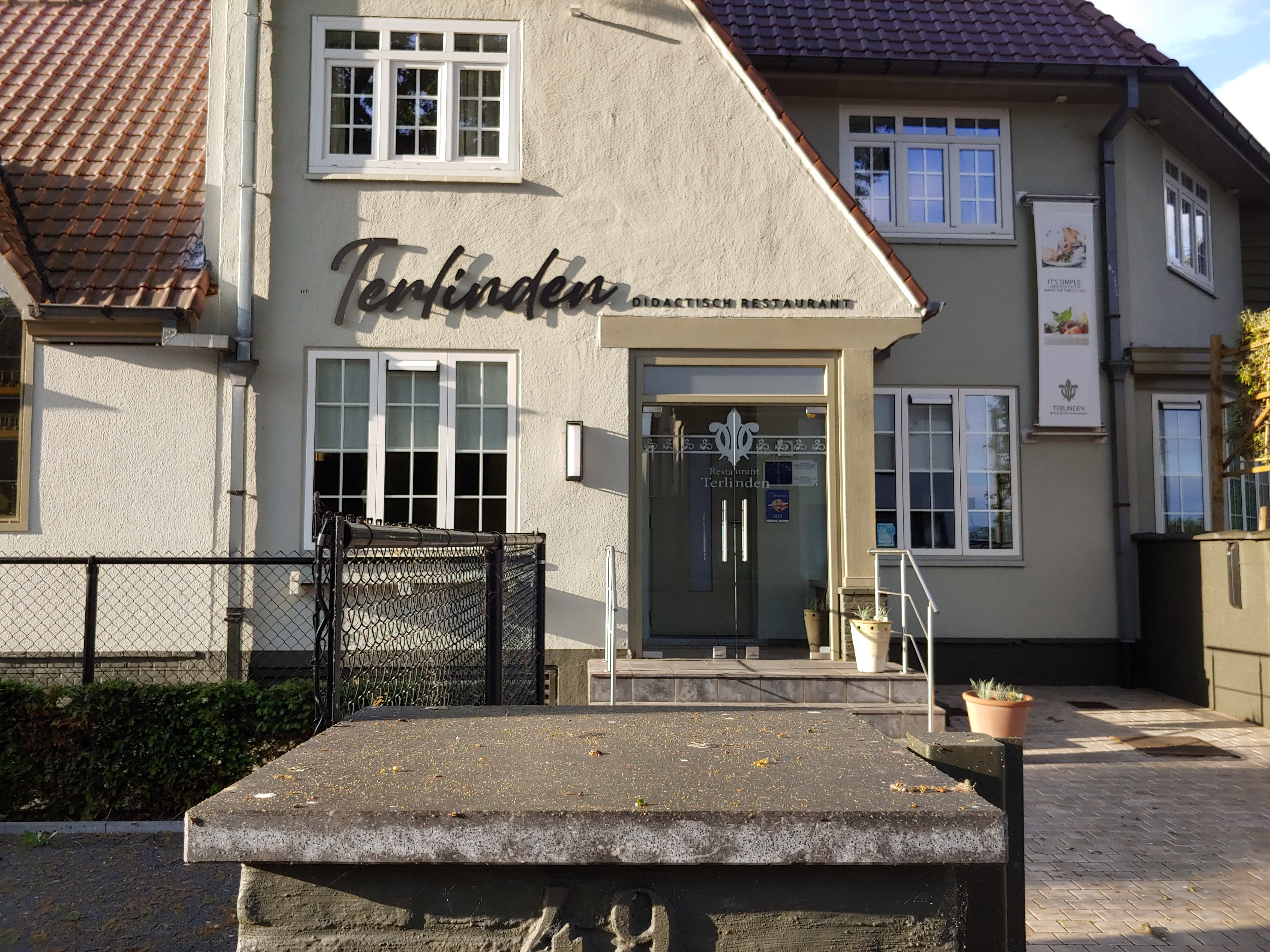

## Personen

### Directeuren
- Bart Van Cauter, 2015-2018
- Ward Brouwers, 2015-2020[12]
- Inge De Lathouwer, sinds 2018
- Bieke Nagels, sinds 2020
- Christel Cock, sinds 2020

### Bekende leraars
- Lucien Peirlinck[13]
- Bert Scheirlinckx[14] (Vakgroep Wiskunde - Wetenschappen - Geschiedenis)

### Bekende oud-leerlingen
- Cabaret Don Kroes en de Dolle Mina's (De leden uit de cabaretgroep)[15][16]

## Trivia
- Griet Huygens, een leerling uit het Sint-Jozefscollege uit Aalst maakte gezamenlijk met Tom Waes de hoogste taart van Europa. De bakkersafdeling van TechniGO! hielp hiervoor mee en sneden meer dan 750 kilogram aan fruit; de leerlingen hielpen ook mee aan de opbouw van de taart. De beelden waren te zien op de VRT zender Ketnet.[17][18][19]
- De school werkte samen met een aantal andere scholen om slachtoffers van een woningbrand te steunen. Hiervoor werd een inzamelactie en spaghettiavond georganiseerd.[20]
- De school zet zich jaarlijks in voor Rode Neuzen dag. Dit sinds 2019.[21]
- Striptekenaar Merho huldigde de 'muur voor respect' in, gezamenlijk met de schooldirectie, vzw The Rainbird en burgemeester Christoph D'Haese. De 'muur voor respect' is een stripmuur waarin je de Kiekeboes op kan zien. Dit is tot nu toe de enige in zijn soort. Het is een boodschap omtrent respect.[22]
- In 2021, gedurende de coronapandemie, bleken 9 van de leerlingen geïnfecteerd te zijn met de Britse variant van het Coronavirus. Drie klassen moesten in quarantaine en uiteindelijk de gehele school.[23][24][25]

## Prijzen
- In 2012 kreeg de school een Fair Trade award, omwille van het introduceren van Oxfam producten bij jongeren en het verkoop van Oxfam producten. Zo ontvingen ze de Oxfam award.[26]
- In 2019 won de school voor het vierde jaar op een rij de make-up wedstrijd in Atheneum Lier. Als hoofdprijs mochten de winnaars de make-up verzorgen tijdens het jubileumconcert van Belle Perez.[27]

## Galerij

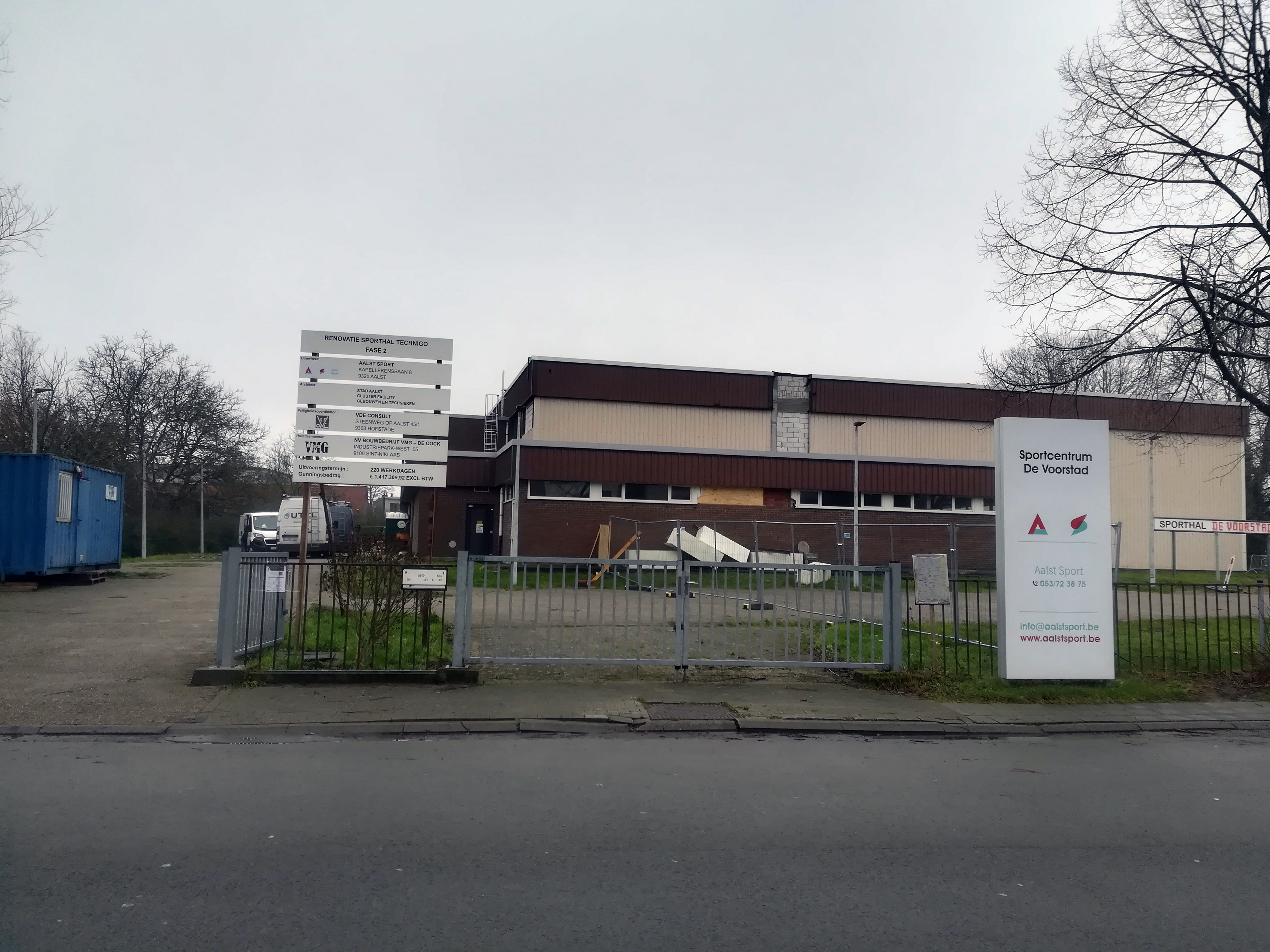
Sportcentrum De Voorstad.
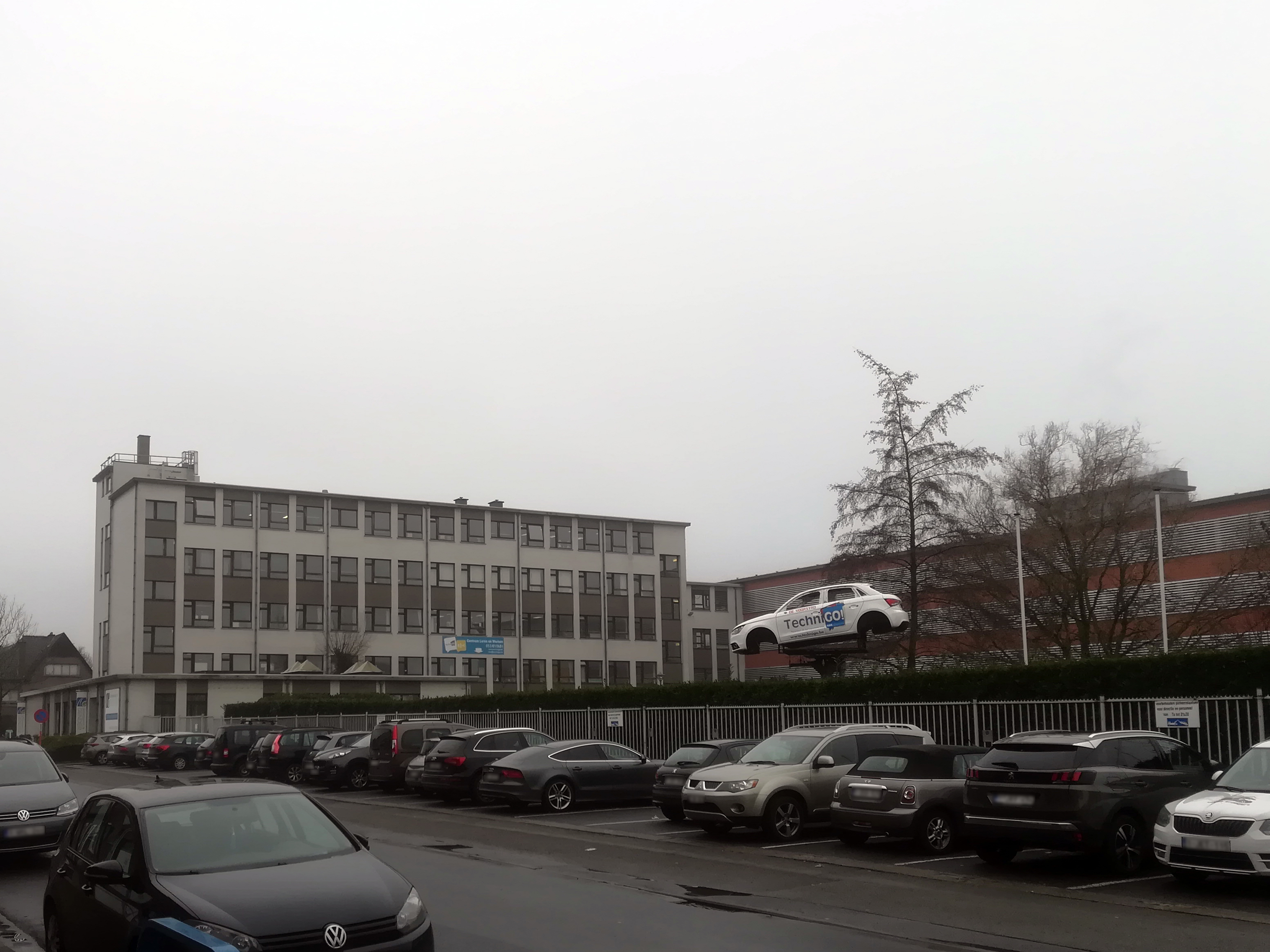
Een van de gebouwen van Campus De Voorstad.
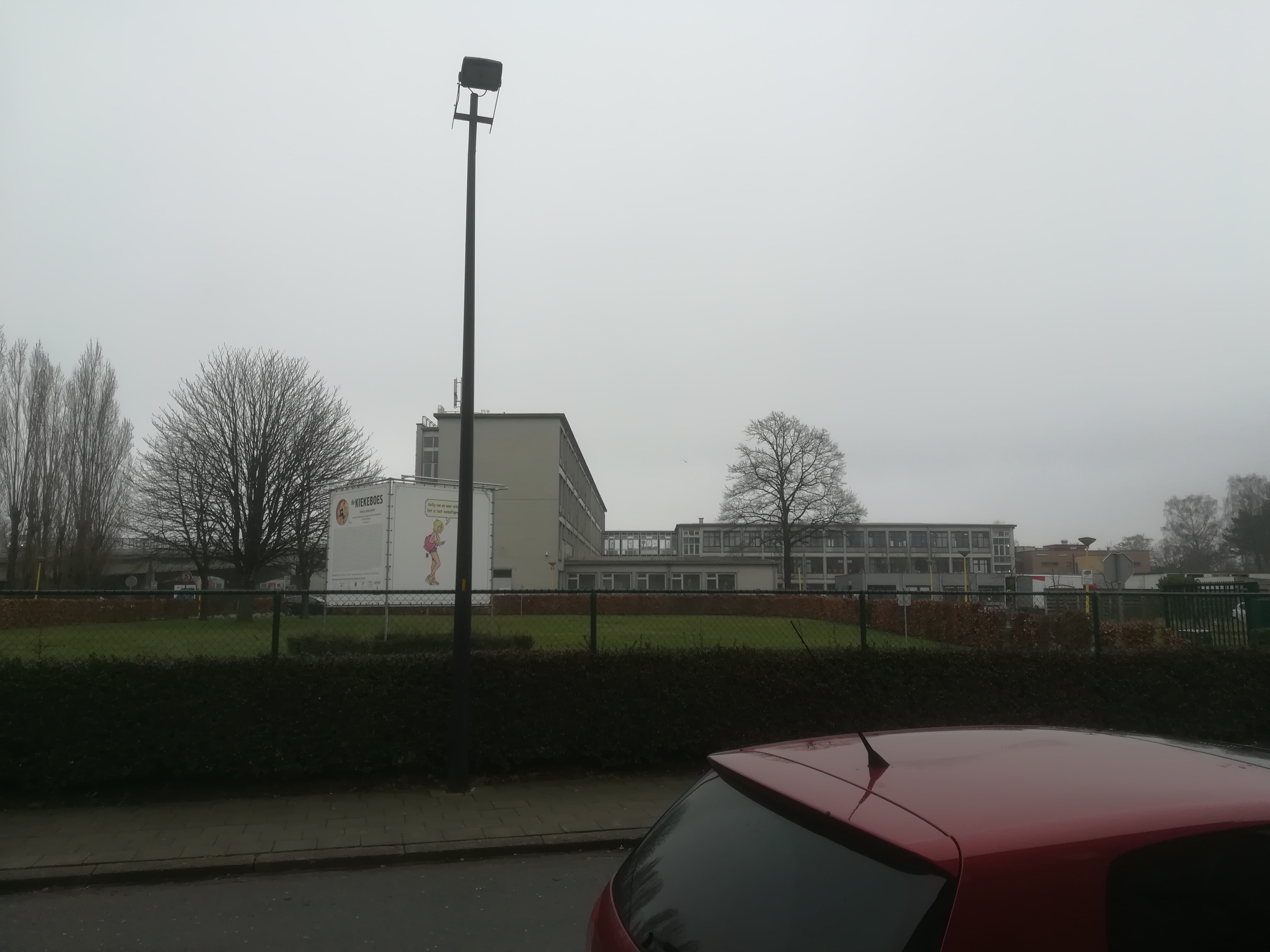
Voorkant van Campus De Ledebaan. Hierop is de stripmuur van De Kiekeboes zichtbaar.